# Lijst van burgemeesters van Bath
Dit is een lijst van burgemeesters van de voormalige Nederlandse gemeente Bath (ook wel Fort Bath en Bath) tot die gemeente in 1878 fuseerde met Rilland tot de gemeente Rilland-Bath.
| Ambtsperiode | Naam burgemeester    | Partij of stroming | Bijzonderheden                                                       |
| ------------ | -------------------- | ------------------ | -------------------------------------------------------------------- |
| 1816 - 1829  | Huibrecht Goossen    |                    | schout/burgemeester                                                  |
| 1832 - 1836  | Cornelis Dronkers    |                    |                                                                      |
| 1836 - 1842  | Adriaan Cornelisse   |                    |                                                                      |
| 1842 - 1845  | Sent Dronkers        |                    |                                                                      |
| 1846 - 1853  | Dirk Jansen          |                    |                                                                      |
| 1853 - 1878  | David (D.) Windhorst |                    | tevens burgemeester van Rilland, later burgemeester van Rilland-Bath |